# 木村栄 (政治家)

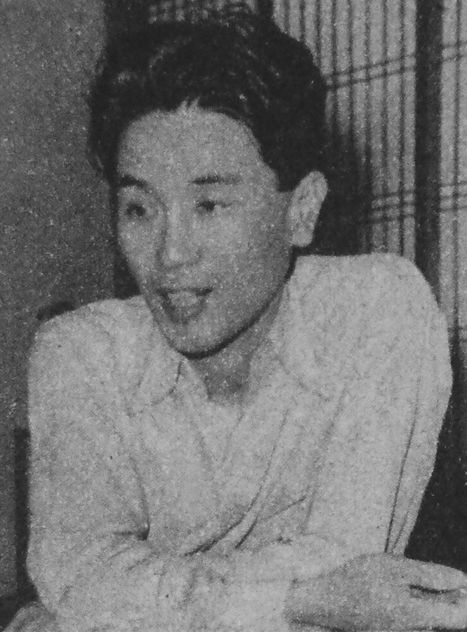
木村栄

木村 栄（きむら さかえ、1910年（明治43年）12月4日 – 1991年（平成3年）12月31日）は、昭和期の農民運動家、政治家。衆議院議員。

## 経歴
島根県八束郡古江村（現松江市）で生まれた。松江中学校（現島根県立松江北高等学校）を3年で中退し、1929年（昭和4年）に文学を志して上京したが半年で帰郷。農民運動に加わり、全国農民組合島根県連青年部書記を務めた。1931年（昭和6年）治安維持法違反容疑で起訴された。また、若松汽船大阪出張所、山陰道産業にも勤め、のち陸上小運搬業も経営した。
戦後、日農島根県連の結成に参与し書記長に就任し、県農地委員となり農地改革を推進した。日本共産党に入党し、1947年（昭和22年）4月、第23回衆議院議員総選挙で島根県全県区から共産党公認で出馬して初当選。1949年（昭和24年）1月の第24回総選挙でも再選され、衆議院議員に連続2期在任した。
1958年（昭和33年）5月の第28回総選挙に立候補したが落選した。その後、共産党を離党し島根県農民協議会を結成している。

## 著作
- 『農民運動雑録：島根県の戦前戦後』木村榮、1988年。

## 脚註
1. ↑  衆議院『衆議院議員名簿．第5回国会』〈衆議院公報附録〉、1949年、24頁。
2. 1 2 3  『現代物故者事典 1991-1993』。
3. 1 2 3 4  『議会制度百年史 - 衆議院議員名鑑』207頁。
4. 1 2 3 4 5 6 7 8  『島根県歴史人物事典』210頁。
5. 1 2  『国政選挙総覧 1947-2016』302頁。